# 사이토크롬 b

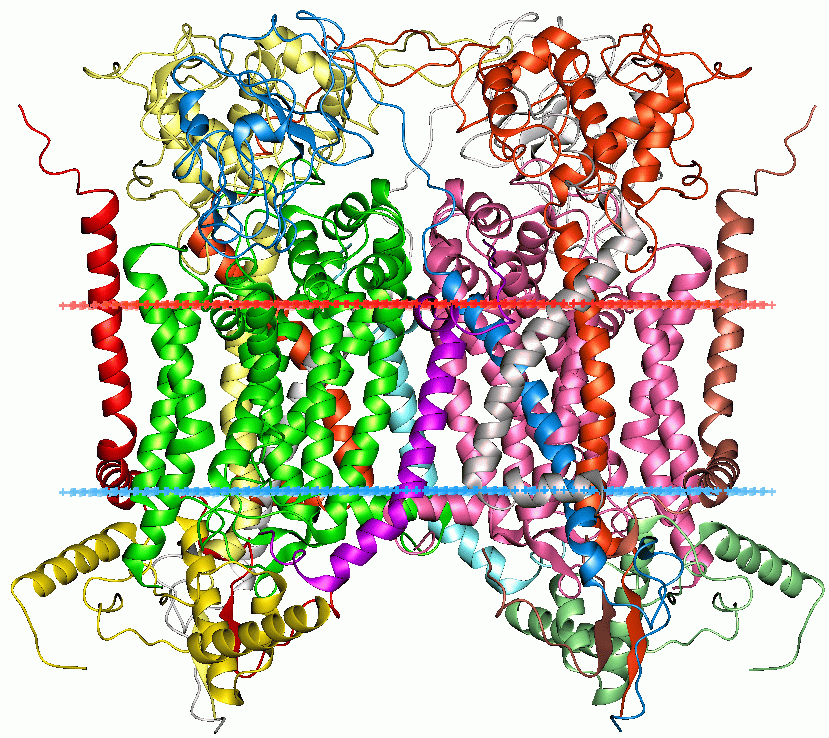
사이토크롬 b

사이토크롬 b(영어: cytochrome b)는 프로토헴을 함유하는 사이토크롬이자, 진핵생물의 세포에 들어 있는 미토콘드리아에서 찾을 수 있는 단백질의 이름으로, 전자전달계의 일부로서 기능한다.

## 같이 보기
- 사이토크롬